# François Joseph Harbauer
Franz Joseph Harbaur (ook wel François Joseph Harbau(e)r, Haarbauer, Harbaner – Joseph Harbau(e)r voor intimi) (Neuwiller, 1776 - Cambrai, 1824), was lijfarts van koning Willem I, hoogleraar en rector magnificus van de Rijksuniversiteit Leuven en inspecteur-generaal van de Geneeskundige Dienst des Rijks.

## Levensloop
Franz Joseph Harbaur werd geboren in de Elzas, in het plaatsje Neuwiller-lès-Saverne, als zoon van een eenvoudige plattelandschirurgijn. Zijn vader overleed toen hij 10 jaar oud was. Kort daarna brak de Franse Revolutie uit. Toen in 1793 de Eerste Coalitieoorlog werd uitgevochten en de levee en masse werd afgekondigd, vluchtte Harbaur op 17-jarige leeftijd samen met zijn broer naar Damstadt. Vandaar reisde hij naar Würzburg, om enkele jaren onder de hoede van de familie Siebold gymnasium en later heelkundelessen te volgen. In 1796 vertrok hij naar Jena, het centrum van de Duitse Romantiek, waar hij op kamers ging bij de beroemde filosoof Johann Gottlieb Fichte. Hij volgde college bij onder anderen Christoph Wilhelm Hufeland en Johann Christian Stark, wiens arts-assistent hij werd. De Duitse dichter Friedrich Schiller was een van zijn patiënten. Harbaur raakte bevriend met Schiller en correspondeerde met hem en met diens vrouw en later weduwe Charlotte Schiller.
In 1802 trok hij naar Parijs, waar hij - mede dankzij zijn contact met Schiller, Johann Wolfgang von Goethe en andere beroemde Duitse geleerden - een cliënteel kreeg onder Duitse immigranten. Hij volgde lessen bij Alexis Boyer en Antoine Dubois en promoveerde in 1803. In 1804 kreeg hij een aanstelling als lijfarts van Willem Frederik prins van Oranje-Nassau, de vorst van Fulda. Na Willems overgave bij Erfurt trad Harbaur in dienst bij generaal Henri Clarke, een plaatsgenoot uit Neuwiller, die Harbaur misschien nog van vroeger kende. Clarke werd gouverneur-generaal van het bezette Berlijn en vervolgens door Napoleon I aangesteld als minister van Oorlog. Tussen 1810 en 1812 werkte Harbaur als lijfarts voor graaf Viktor Pavlovitjs Kotsjoebej in Sint-Petersburg. Vlak voor de inval van het Franse leger in Rusland, keerde hij met zijn echtgenote Pauline Bilterling, met wie hij kort daarvoor in het huwelijk getreden was, naar Frankrijk terug.
Na de abdicatie van Napoleon I trad Harbaur opnieuw in dienst van - nu - koning Willem I. Hij werd weer lijfarts, maar de koning benoemde hem tevens tot commissaris op het departement van Binnenlandse Zaken belast met de geneeskundige zaken van de Zuidelijke Nederlanden. In 1817 werd de Rijksuniversiteit Leuven gesticht en Harbaur werd als een der eersten tot hoogleraar benoemd in de faculteit der geneeskunde. Hij werd tevens de eerste rector magnificus van deze universiteit (1817-1819). Hierna werd hij benoemd tot inspecteur-generaal van de Geneeskundige Dienst der Land- en Zeemacht en in 1822 tot inspecteur-generaal van de Geneeskundige Dienst des Rijks. Hij was daarmee de belangrijkste man geworden op het gebied van de gezondheidszorg in het Verenigd Koninkrijk der Nederlanden.
Franz Joseph Harbaur was pas achtenveertig, toen de dood in 1824 een einde maakte aan een succesvolle carrière. Hij liet een weduwe en vier kleine kinderen achter.